# Coleophora aphanombra
Coleophora aphanombra là một loài bướm đêm thuộc họ Coleophoridae. Nó được tìm thấy ở Nam Phi.